# Tour der British Lions nach Neuseeland und Australien 1950
| Tour der British Lions nach Neuseeland und Australien 1950 | Tour der British Lions nach Neuseeland und Australien 1950 | Tour der British Lions nach Neuseeland und Australien 1950 | Tour der British Lions nach Neuseeland und Australien 1950 | Tour der British Lions nach Neuseeland und Australien 1950 |
| Übersicht                                                  | S                                                          | G                                                          | U                                                          | N                                                          |
| ---------------------------------------------------------- | ---------------------------------------------------------- | ---------------------------------------------------------- | ---------------------------------------------------------- | ---------------------------------------------------------- |
| Test Matches                                               | 06                                                         | 02                                                         | 1                                                          | 3                                                          |
| Sonstige Spiele                                            | 24                                                         | 21                                                         | 0                                                          | 3                                                          |
| Gesamt                                                     | 30                                                         | 23                                                         | 1                                                          | 6                                                          |
|                                                            |                                                            |                                                            |                                                            |                                                            |
| Neuseeland                                                 | 04                                                         | 0                                                          | 1                                                          | 3                                                          |
| Australien                                                 | 02                                                         | 02                                                         | 0                                                          | 0                                                          |

Die Tour der British Lions nach Neuseeland und Australien 1950 war eine Rugby-Union-Tour der als British Lions bezeichneten Auswahlmannschaft (heute British and Irish Lions). Sie reiste von Mai bis September 1950 durch Neuseeland und Australien. Während dieser Zeit bestritten die Lions 30 Spiele, davon 23 in Neuseeland, sechs in Australien und eines auf der Rückreise in Ceylon. Es standen vier Test Matches gegen die neuseeländische Nationalmannschaft und zwei Test Matches gegen die australische Nationalmannschaft auf dem Programm. Während gegen die All Blacks lediglich ein Unentschieden gelang, konnten die Lions beide Partien gegen die Wallabies für sich entscheiden. In den Spielen gegen regionale Auswahlteams standen 21 Siegen drei Niederlagen gegenüber.

## Ereignisse
Nachdem die britische Auswahlmannschaft erstmals 1924 von britischen und südafrikanischen Journalisten als British Lions (oder kurz Lions) bezeichnet worden war, wurde dieser Spitzname 1950 offiziell eingeführt. Erstmals trugen die Lions ein rotes Trikot mit einem vierteiligen Emblem, das die vier beteiligten Verbände repräsentiert; hinzu kamen weiße Hosen und blaue Stutzen mit grünem oberem Abschluss. Auf diese Weise konnten die Spielfarben aller vier Home Nations miteinbezogen werden (Rot für Wales, Weiß für England, Blau für Schottland und Grün für Irland). Diese Farbkombination wird bis heute verwendet.
Das Ziel der ersten Tour nach dem Zweiten Weltkrieg war Ozeanien, mit 23 Spielen in Neuseeland und sechs Spielen in Australien. Gegen die neuseeländischen Provinzmannschaften errangen die Lions 17 Siege und mussten sich zweimal geschlagen geben. Im ersten von vier Test Matches gegen die All Blacks gelang ihnen ein 9:9-Unentschieden, während die drei übrigen (und somit auch die Serie) verloren gingen. Die vier Partien gegen australische Regionalauswahlen ergaben drei Siege und eine Niederlage, während beide Test Matches gegen die Wallabies gewonnen werden konnten. Auf ihrer Heimreise legten die Lions einen Zwischenhalt in Ceylon ein und gewannen dort ein Länderspiel ohne Test-Match-Status.

## Spielplan
- Hintergrundfarbe Grün = Sieg
- Hintergrundfarbe Gelb = Unentschieden
- Hintergrundfarbe Rot = Niederlage

(Test Matches sind grau unterlegt; Ergebnisse aus der Sicht der Lions)

### Spiele in Neuseeland
| #  | Datum           | Gegner                                              | Ort              | Stadion               | Ergebnis |
| -- | --------------- | --------------------------------------------------- | ---------------- | --------------------- | -------- |
| 01 | 10. Mai 1950    | Nelson & Marlborough & Golden Bay-Motueka           | Nelson           | Trafalgar Park        | 24:3     |
| 02 | 13. Mai 1950    | Buller Rugby Football Union                         | Westport         | Victoria Square       | 24:9     |
| 03 | 16. Mai 1950    | West Coast Rugby Football Union                     | Greymouth        | Rugby Park            | 32:3     |
| 04 | 19. Mai 1950    | Otago Rugby Football Union                          | Dunedin          | Carisbrook            | 9:23     |
| 05 | 23. Mai 1950    | Southland Rugby Football Union                      | Invercargill     | Rugby Park Stadium    | 0:11     |
| 06 | 27. Mai 1950    | Neuseeland                                          | Dunedin          | Carisbrook            | 9:9      |
| 07 | 30. Mai 1950    | South Canterbury Rugby Football Union               | Timaru           | Fraser Park           | 27:8     |
| 08 | 03. Juni 1950   | Canterbury Rugby Football Union                     | Christchurch     | Lancaster Park        | 16:5     |
| 09 | 06. Juni 1950   | Ashburton County & North Otago Rugby Football Union | Ashburton        | Ashburton Showgrounds | 29:6     |
| 10 | 10. Juni 1950   | Neuseeland                                          | Christchurch     | Lancaster Park        | 0:8      |
| 11 | 14. Juni 1950   | Bush & Wairarapa Rugby Football Union               | Masterton        | Solway Showgrounds    | 27:13    |
| 12 | 17. Juni 1950   | Hawke’s Bay Rugby Union                             | Napier           | McLean Park           | 20:0     |
| 13 | 21. Juni 1950   | East Coast & Poverty Bay & Bay of Plenty            | Gisborne         | Rugby Park            | 27:3     |
| 14 | 24. Juni 1950   | Wellington Rugby Football Union                     | Wellington       | Athletic Park         | 12:6     |
| 15 | 01. Juli 1950   | Neuseeland                                          | Wellington       | Athletic Park         | 3:6      |
| 16 | 05. Juli 1950   | Whanganui Rugby Football Union                      | Wanganui         | Spriggens Park        | 31:3     |
| 17 | 08. Juli 1950   | Taranaki Rugby Football Union                       | New Plymouth     | Rugby Park            | 25:3     |
| 18 | 12. Juli 1950   | Manawatu & Horowhenua Rugby Football Union          | Palmerston North | Palmerston Oval       | 13:8     |
| 19 | 15. Juli 1950   | Waikato & Thames Valley & King Country              | Hamilton         | Rugby Park            | 30:0     |
| 20 | 19. Juli 1950   | North Auckland Rugby Union                          | Whangārei        | Okara Park            | 8:6      |
| 21 | 22. Juli 1950   | Auckland Rugby Football Union                       | Auckland         | Eden Park             | 32:9     |
| 22 | 29. Juli 1950   | Neuseeland                                          | Auckland         | Eden Park             | 8:11     |
| 23 | 02. August 1950 | New Zealand Māori                                   | Auckland         | Eden Park             | 14:9     |

### Spiele in Australien
| #  | Datum              | Gegner                   | Ort       | Stadion                     | Ergebnis |
| -- | ------------------ | ------------------------ | --------- | --------------------------- | -------- |
| 24 | 09. August 1950    | New South Wales Country  | ?         |                             | 47:3     |
| 25 | 12. August 1950    | New South Wales Waratahs | Sydney    | Sydney Cricket Ground       | 22:6     |
| 26 | 19. August 1950    | Australien               | Brisbane  | Brisbane Cricket Ground     | 19:6     |
| 27 | 26. August 1950    | Australien               | Sydney    | Sydney Cricket Ground       | 24:3     |
| 28 | 29. August 1950    | Sydney Rugby Union       | Sydney    | Sydney Cricket Ground       | 26:17    |
| 29 | 02. September 1950 | New South Wales Waratahs | Newcastle | International Sports Center | 12:17    |

### Spiel in Ceylon
| #  | Datum              | Gegner | Ort     | Stadion       | Ergebnis |
| -- | ------------------ | ------ | ------- | ------------- | -------- |
| 30 | 18. September 1950 | Ceylon | Colombo | Longden Place | 44:6     |

## Test Matches
| 27. Mai 1950 | Neuseeland                                 | 9 : 9         | British Lions                            | Carisbrook, Dunedin Zuschauer: 35.000 Schiedsrichter: Eric Tindill (Neuseeland) |
| 27. Mai 1950 | Versuche: Elvidge Roper Straftritte: Scott | (0:3) Bericht | Versuche: Jones Kyle Straftritte: Robins | Carisbrook, Dunedin Zuschauer: 35.000 Schiedsrichter: Eric Tindill (Neuseeland) |

Aufstellungen:
- Neuseeland: George Beatty, Vince Bevan, Nau Cherrington, Pat Crowley, Ron Elvidge , Lester Harvey, Arthur Hughes, Peter Johnstone, Jack McNab, Bill Meates, Roy Roper, Bob Scott, Johnny Simpson, Kevin Skinner, Richard White
- Lions: Angus Black, Billy Cleaver, Tom Clifford, Bob Evans, Don Hayward, Roy John, Ken Jones, Peter Kininmonth, Jack Kyle, Ranald Macdonald, Jack Matthews, Bill McKay, Karl Mullen , Ivor Preece, John Robins

| 10. Juni 1950 | Neuseeland                               | 8 : 0         | British Lions | Lancaster Park, Christchurch Zuschauer: 43.000 Schiedsrichter: Eric Tindill (Neuseeland) |
| 10. Juni 1950 | Versuche: Crowley Roper Erhöhungen: Haig | (8:0) Bericht |               | Lancaster Park, Christchurch Zuschauer: 43.000 Schiedsrichter: Eric Tindill (Neuseeland) |

Aufstellungen:
- Neuseeland: Vince Bevan, Pat Crowley, Ron Elvidge , Laurie Haig, Lester Harvey, Sammy Henderson, Arthur Hughes, Peter Johnstone, Jack McNab, Bill Meates, Roy Roper, Bob Scott, Johnny Simpson, Kevin Skinner, Richard White
- Lions: Angus Black, Billy Cleaver, Tom Clifford, Bob Evans, Don Hayward, Roy John, Ken Jones, Peter Kininmonth, Jack Kyle, Jack Matthews, Bill McKay, Karl Mullen , John Robins, Malcolm Thomas, Bleddyn Williams

| 1. Juli 1950 | Neuseeland                           | 6 : 3         | British Lions       | Athletic Park, Wellington Zuschauer: 45.000 Schiedsrichter: Arthur Fong (Neuseeland) |
| 1. Juli 1950 | Versuche: Elvidge Straftritte: Scott | (0:3) Bericht | Straftritte: Robins | Athletic Park, Wellington Zuschauer: 45.000 Schiedsrichter: Arthur Fong (Neuseeland) |

Aufstellungen:
- Neuseeland: Vince Bevan, Pat Crowley, Ron Elvidge , Laurie Haig, Lester Harvey, Sammy Henderson, Arthur Hughes, Peter Johnstone, Jack McNab, Bill Meates, Roy Roper, Bob Scott, Johnny Simpson, Kevin Skinner, Richard White
- Lions: Billy Cleaver, Tom Clifford, Dai Davies, Bob Evans, Don Hayward, Noel Henderson, Roy John, Jack Kyle, Jack Matthews, Bill McKay, Jimmy Nelson, Gordon Rimmer, John Robins, Malcolm Thomas, Bleddyn Williams

| 29. Juli 1950 | Neuseeland                                                    | 11 : 8        | British Lions                                                 | Eden Park, Auckland Zuschauer: 58.000 Schiedsrichter: George Sullivan (Neuseeland) |
| 29. Juli 1950 | Versuche: Henderson Wilson Erhöhungen: Scott Dropgoals: Scott | (8:3) Bericht | Versuche: K. Jones Erhöhungen: L. Jones Straftritte: L. Jones | Eden Park, Auckland Zuschauer: 58.000 Schiedsrichter: George Sullivan (Neuseeland) |

Aufstellungen:
- Neuseeland: Vince Bevan, Pat Crowley, Laurie Haig, Lester Harvey, Sammy Henderson, Bill Meates, Arthur Hughes, Peter Johnstone , Graham Mexted, Roy Roper, Bob Scott, Kevin Skinner, John Tanner, Richard White, Hector Wilson
- Lions: Grahame Budge, Cliff Davies, Dai Davies, Bob Evans, Roy John, Ken Jones, Lewis Jones, Peter Kininmonth, Jack Kyle, Michael Lane, Jack Matthews, Bill McKay, Jimmy Nelson, Bleddyn Williams , Rex Willis

| 19. August 1950 | Australien               | 6 : 19         | British Lions                                                                          | Brisbane Cricket Ground, Brisbane Zuschauer: 20.000 Schiedsrichter: Tom Moore (Australien) |
| 19. August 1950 | Straftritte: Gardner (2) | (3:11) Bericht | Versuche: Jones Williams Erhöhungen: Jones (2) Straftritte: Jones (2) Dropgoals: Jones | Brisbane Cricket Ground, Brisbane Zuschauer: 20.000 Schiedsrichter: Tom Moore (Australien) |

Aufstellungen:
- Australien: Jack Blomley, Dave Brockhoff, Cyril Burke, Neville Cottrell , Keith Cross, Bill Gardner, Keith Gordon, Ernie Hills, Ian MacMillan, Fabian McCarthy, Rex Mossop, Nicholas Shehadie, John Solomon, Peter Thompson, Alan Walker
- Lions: Tom Clifford, Dai Davies, Bob Evans, Roy John, Lewis Jones, Jack Kyle, Jack Matthews, Bill McKay, Jimmy Nelson, John Robins, Douglas Smith, Rees Stephens, Malcolm Thomas, Bleddyn Williams , Rex Willis

| 26. August 1950 | Australien      | 3 : 24         | British Lions                                                                            | Sydney Cricket Ground, Sydney Zuschauer: 20.000 Schiedsrichter: Lewis Tomalin (Australien) |
| 26. August 1950 | Versuche: Burke | (0:16) Bericht | Versuche: John Kyle Macdonald Nelson (2) Erhöhungen: Jones Robins (2) Straftritte: Jones | Sydney Cricket Ground, Sydney Zuschauer: 20.000 Schiedsrichter: Lewis Tomalin (Australien) |

Aufstellungen:
- Australien: Jack Blomley, Dave Brockhoff, Cyril Burke, Roger Cornforth, Paul Costello, Neville Cottrell , Keith Cross, Keith Gordon, Ernie Hills, Ian MacMillan, Rex Mossop, Nicholas Shehadie, John Solomon, Arthur Tonkin, Alan Walker
- Lions: Tom Clifford, Bob Evans, Roy John, Lewis Jones, Jack Kyle, Michael Lane, Ranald Macdonald, Jack Matthews, Bill McKay, Karl Mullen , Jimmy Nelson, John Robins, Rees Stephens, Bleddyn Williams, Rex Willis

## Kader

### Management
- Tourmanager: Leslie Osborne
- Kapitän: Karl Mullen

### Spieler
| Spieler          | Position         | Mannschaft                  |
| ---------------- | ---------------- | --------------------------- |
| Angus Black      | Gedrängehalb     | Edinburgh University RFC    |
| Gordon Rimmer    | Gedrängehalb     | Waterloo FC                 |
| Rex Willis       | Gedrängehalb     | Cardiff RFC                 |
| Jack Kyle        | Verbindungshalb  | Queen’s University RFC      |
| Noel Henderson   | Innendreiviertel | Queen’s University RFC      |
| Jack Matthews    | Innendreiviertel | Cardiff RFC                 |
| Ivor Preece      | Innendreiviertel | Coventry RFC                |
| Bleddyn Williams | Innendreiviertel | Cardiff RFC                 |
| Ken Jones        | Außendreiviertel | Newport RFC                 |
| Michael Lane     | Außendreiviertel | University College Cork RFC |
| Ranald Macdonald | Außendreiviertel | Edinburgh University RFC    |
| George Norton    | Außendreiviertel | Bective Rangers             |
| Douglas Smith    | Außendreiviertel | London Scottish FC          |
| Malcolm Thomas   | Außendreiviertel | Newport RFC                 |
| Billy Cleaver    | Schlussmann      | Cardiff RFC                 |
| Lewis Jones      | Schlussmann      | Llanelli RFC                |

| Spieler          | Position             | Mannschaft             |
| ---------------- | -------------------- | ---------------------- |
| Karl Mullen      | Hakler               | Old Belvedere RFC      |
| Grahame Budge    | Pfeiler              | Edinburgh Wanderers    |
| Tom Clifford     | Pfeiler              | Young Munster          |
| Cliff Davies     | Pfeiler              | Cardiff RFC            |
| John Robins      | Pfeiler              | Birkenhead Park FC     |
| Dai Davies       | Pfeiler              | Somerset Police        |
| Roy John         | Zweite-Reihe-Stürmer | Neath RFC              |
| Don Hayward      | Zweite-Reihe-Stürmer | Newbridge RFC          |
| Jimmy Nelson     | Zweite-Reihe-Stürmer | Malone RFC             |
| Bob Evans        | Flügelstürmer        | Newport RFC            |
| Jim McCarthy     | Flügelstürmer        | Dolphin RFC            |
| Bill McKay       | Flügelstürmer        | Queen’s University RFC |
| Vic Roberts      | Flügelstürmer        | Penryn RFC             |
| Peter Kininmonth | Nummer Acht          | Richmond FC            |
| Rees Stephens    | Nummer Acht          | Neath RFC              |